# Barton End
Barton End – wieś w Anglii, w hrabstwie Gloucestershire. Leży 22 km na południe od miasta Gloucester i 147 km na zachód od Londynu.